# Улица Аксо Колиева (Владикавказ)
Улица Аксо́ Ко́лиева — улица во Владикавказе (Северная Осетия, Россия). Улица располагается в Иристонском муниципальном округе Владикавказа между улицами Алибека Кантемирова и Комсомольская. Начинается от улицы Алибека Кантемирова.
Улицу Аксо Колиева пересекают улицы Койбаева и Кутузова.
Улица названа именем осетинского просветителя и общественного деятеля Аксо Колиева.
Улица образовалась во второй половине XIX века и отмечена на карте города Орджоникидзе 1937 года издания как улица Южная.
24 декабря 1998 года в ознаменование 175-летия Аксо Колиева улица Южная была переименована в улицу Аксо Колиева.